# Mykola Matviyenko
Mykola Oleksandrovytch Matviyenko (en ukrainien : Микола Олександрович Матвієнко), né le 2 mai 1996 à Saky en Ukraine, est un footballeur international ukrainien évoluant au poste de défenseur avec le Chakhtar Donetsk.

## Biographie

### En club
Formé au Chakhtar Donetsk, c'est avec ce club que Mykola Matviyenko fait ses débuts en professionnel. Il joue son premier match le 22 août 2015 en coupe d'Ukraine, lors de la victoire de son équipe par trois buts à zéro sur la pelouse de l'Arsenal Kiev. Le 3 octobre 2015 il fait ses premiers pas en championnat face au Tchornomorets Odessa. Il est titulaire lors de cette rencontre et son équipe l'emporte par deux buts à zéro.
En 2017 il est prêté à deux clubs différents. Lors de la première partie de l'année au Karpaty Lviv, où il joue 14 matchs et inscrit un but, et au Vorskla Poltava lors de la seconde partie de l'année, où il joue 19 matchs. Puis il fait son retour au Chakhtar.
Le 28 septembre 2018 il inscrit son premier but pour son club formateur lors de la large victoire des siens face au Karpaty Lviv, en championnat (1-6).

### En sélection
Matviyenko participe au Championnat d'Europe 2015 des moins de 19 ans qui se déroule en Grèce, avec l'équipe des moins de 19 ans d'Ukraine, où il joue trois matchs en tant que titulaire. Au total, Matviyenko joue seize matchs avec cette sélection en 2014 et 2015 et en grande partie en tant que titulaire en défense centrale.
Mykola Matviyenko honore sa première sélection avec l'équipe nationale d'Ukraine le 24 mars 2017 face à la Croatie. Il est titularisé au poste d'arrière gauche ce jour-là et l'Ukraine s'incline (1-0).
Il est retenu par le sélectionneur de l'Ukraine, Andriy Shevchenko, dans la liste des 26 joueurs pour participer à l'Euro 2020,.
En mai 2024, il fait partie de la liste des 26 joueurs convoqués par Serhiy Rebrov en vue de l'Euro 2024.

## Statistiques
| Saison                | Club                   | Championnat           | Championnat | Championnat | Coupe(s) nationale(s) | Coupe(s) nationale(s) | Supercoupe | Supercoupe | Compétition(s) continentale(s) | Compétition(s) continentale(s) | Compétition(s) continentale(s) | Total | Total |
| Saison                | Club                   | Division              | M.          | B.          | M.                    | B.                    | M.         | B.         | Comp.                          | M.                             | B.                             | M.    | B.    |
| 2015-2016             | Chakhtar Donetsk       | D1                    | 2           | 0           | 4                     | 0                     | -          | -          | -                              | -                              | -                              | 6     | 0     |
| 2016-2017             | Chakhtar Donetsk       | D1                    | -           | -           | 1                     | 0                     | -          | -          | C3                             | 2                              | 0                              | 3     | 0     |
| 2016-2017             | Karpaty Lviv (prêt)    | D1                    | 14          | 1           | -                     | -                     | -          | -          | -                              | -                              | -                              | 14    | 1     |
| 2017-2018             | Vorskla Poltava (prêt) | D1                    | 16          | 0           | 3                     | 0                     | -          | -          | -                              | -                              | -                              | 19    | 0     |
| 2017-2018             | Chakhtar Donetsk       | D1                    | 3           | 0           | 1                     | 0                     | -          | -          | -                              | -                              | -                              | 4     | 0     |
| 2018-2019             | Chakhtar Donetsk       | D1                    | 18          | 3           | 3                     | 0                     | -          | -          | C1+C3                          | 5+1                            | 0                              | 27    | 3     |
| 2019-2020             | Chakhtar Donetsk       | D1                    | 26          | 1           | 1                     | 0                     | -          | -          | C1+C3                          | 6+6                            | 0                              | 39    | 1     |
| 2020-2021             | Chakhtar Donetsk       | D1                    | 20          | 1           | 1                     | 0                     | -          | -          | C1+C3                          | 4+4                            | 0                              | 29    | 1     |
| 2021-2022             | Chakhtar Donetsk       | D1                    | 14          | 1           | -                     | -                     | 1          | 0          | C1                             | 8                              | 0                              | 23    | 1     |
| 2022-2023             | Chakhtar Donetsk       | D1                    | 28          | 2           | -                     | -                     | -          | -          | C1+C3                          | 6+4                            | 0                              | 38    | 2     |
| Total sur la carrière | Total sur la carrière  | Total sur la carrière | 141         | 9           | 14                    | 0                     | 1          | 0          | -                              | 47                             | 0                              | 203   | 9     |

## Palmarès
Chakhtar Donetsk
- Champion d'Ukraine en 2018, 2019 et 2020
- Vainqueur de la Coupe d'Ukraine en 2016, 2017, 2018 et 2019